# 布莱恩·约翰逊
布莱恩·约翰逊（英語：Bryan Johnson，1977年8月22日—），美国企业家、投资人。

## 生平
约翰逊出生于犹他州普若佛，在犹他州斯普林维尔长大。19岁时作为摩门教传教士赴厄瓜多尔传教两年。此后就读于杨百翰大学，2003年获国际事务专业学士学位。后赴芝加哥大学布斯商学院深造，2007年获工商管理硕士学位。
约翰逊于2007年创办线上支付平台Braintree。2012年，Braintree以2620万美元收购Venmo。次年，公司被PayPal以8亿美元收购。2014年，约翰逊创办风险投资机构OS Fund。2016年，他又创立了专注于脑机接口与神经科学技术的公司Kernel。2021年，约翰逊開始嘗試進行了一項名為「藍圖計畫」的抗衰老計畫而備受關注。